# 석하정
석하정(石㵑淨, 귀화 전 이름:스레이(石磊, 한국어: 석뢰), 1985년 1월 11일 - )은 대한민국의 탁구 선수로 대한항공에 소속되어 있다. 중화인민공화국 랴오닝성 안산시 출신으로, 귀화 전에는 랴오닝성 성대표를 지냈다한다. 2000년 대한민국에 들어와 2007년 12월 국적 취득시험을 통해 대한민국 국적을 취득했다.

## 선수 활동
2012.4월 독일 도르트문트 세계선수권대회에서 김경아, 당예서, 박미영, 양하은과 함께 동메달을 획득하였다. 2012년 올림픽 단체전에 출전하였으나 4위에 그쳤다. 그 이후로 2014년 세계 팀 선수권대회까지 출전하였으나 이렇다할 성적이 나지 않았으며 2014년 6월 사실상 은퇴하였다.

## 수상
- 2013.10월 중국 톈진 동아시안게임 단체 동메달(박성혜,박영숙,서효원,석하정,양하은)